# Ivan Parožić
Ivan (Dživan) Parožić (Hvar, 1537. – ?), hrvatski renesansni pjesnik i komediograf.
Rodio se je u Hvaru. Znanosti je malo poznato o njegovu životi i djelu. Sačuvano je tek ponešto stihova komedije Vlahinja i to u prijepisu Horacija Mažibradića. Ova je komedija maskerata ili farsa i o njoj se zna iz poslanica renesansnog kruga kojemu je pripadao. Stihovi iz Vlahinje podsjećaju na Nalješkovićeve farse. Sami Nalješković Parožićevu komediju stavlja u razinu Pelegrinovićeve Jeđupke. Parožić je u poslanici odgovorio Nalješkoviću da mu djelo slavu duguje njegovim pohvalama.